# Berlin Bellevue
Berlin Bellevue – przystanek kolejowy w Berlinie, w Niemczech. Znajduje się tu 1 peron.
| Berlin Bellevue   |  |                     |
| Linia             |  |                     |
| Berlin Tiergarten |  | Berlin Hauptbahnhof |